# TAG Heuer
TAG Heuer (vyslovováno täg hoi-er) je švýcarský výrobce hodinek známý svými chronografy a hodinkami pro sport. Firma TAG Heuer je součástí koncernu obchodujícího s luxusním zbožím LVMH.

## Motto firmy
„Swiss Avant-Garde Since 1860“

## Historie

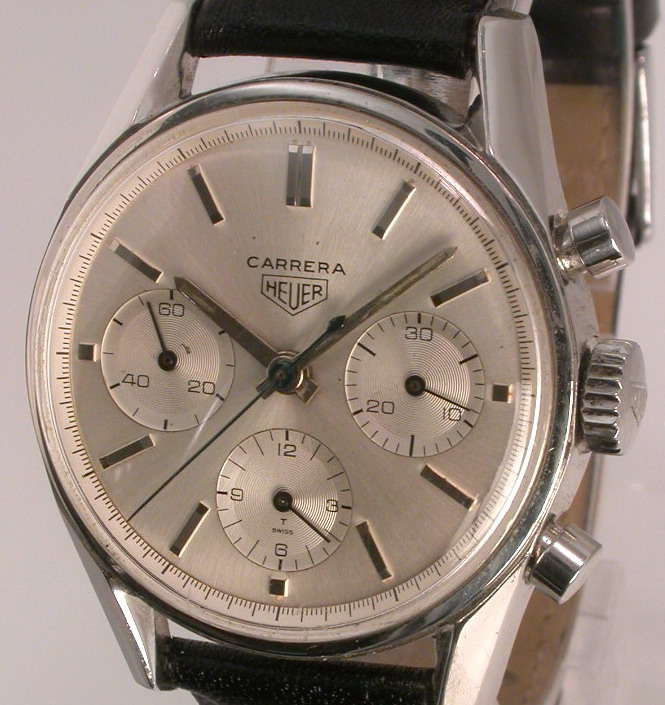
Heuer Carrera

Firma byla založena v roce 1860 Edouardem Heuerem. V roce 1985 byl název pozměněn na TAG Heuer (TAG – Techniques d'Avant Garde). Firma TAG Heuer byla převzata francouzským koncernem LVMH za 739 milionů $ neboli za 1,15 miliard švýcarských franků dne 13.9.1999. Firma sídlí, jako mnoho švýcarských hodinářských firem, ve městě La Chaux-de-Fonds.